# Sofie Krehl
Pour les articles homonymes, voir Krehl.
Sofie Krehl, née le 22 septembre 1995 à Kempten, est une fondeuse Allemande.

## Carrière
Membre du SC Oberstdorf, elle court ses premières compétitions FIS en 2011. En 2013, elle reçoit sa première sélection en équipe nationale, à l'occasion du Festival olympique de la jeunesse européenne, où elle prend la 14e place à deux reprises. En 2014, pour ses premiers pas dans la Coupe OPA, elle monte sur le podium (2e) avec ses coéquipières du relais à Oberwiesenthal. Un an plus tard, pour ses deuxièmes championnats du monde junior, à Almaty, elle prend la dixième place du sprint, puis remporte la médaille de bronze avec le relais.
En 2016, aux Championnats du monde des moins de 23 ans, elle décroche deux huitièmes place en sprint et dix kilomètres libre. Cet hiver, elle a utilisée pour la première fois dans un relais de Coupe du monde à Nové Město (7e) et compte de multiples placements dans le top dix en Coupe OPA.
En décembre 2016, elle fait ses débuts individuels en Coupe du monde à Davos, y marquant ses premiers points directement avec une 28e place sur le sprint. Peu après, elle s'impose dans une manche de la Coupe OPA à Goms. Participante à son premier Tour de ski, elle arrive cinquième du sprint (finaliste) aux Championnats du monde des moins de 23 ans à Soldier Hollow. Ensuite, elle est choisie pour participer aux Championnats du monde élite à Lahti, où elle réalise ses meilleures performances cet hiver avec une 15e et une 17e place.
Membre des Douanes depuis 2016, elle doit renoncer aux compétitions lors de la saison 2017-2018 en raison d'une blessure
Elle marque de nouveau des points en Coupe du monde en 2018-2019, puis atteint sa première demi-finale en sprint en fin d'année 2019 à Planica (12e). Elle améliore ce résultat en février 2021, lorsqu'elle arrive huitième du sprint libre à Ulricehamn.
Sur les Championnats du monde à Oberstdorf, son meilleur résultat individuel est 22e au trente kilomètres classique, tandis qu'elle est neuvième en sprint par équipes.

## Palmarès

### Jeux olympiques d'hiver
| Épreuve / Édition | Sprint | Sprint                           | 10 km                            | 10 km     | Skiathlon 2 × 7,5 km | 30 km | Relais | Relais                             |
| Épreuve / Édition | libre  | classique                        | libre                            | classique | Skiathlon 2 × 7,5 km | 30 km | Sprint | 4 × 5 km                           |
| JO 2022 Pékin     | 11e    | Épreuve inexistante à cette date | Épreuve inexistante à cette date | 17e       |                      |       |        | Médaille d'argent, Jeux olympiques |

Légende :
- : pas d'épreuve
- — : non disputée par Krehl

### Championnats du monde
| Épreuve / Édition        | Sprint                           | Sprint                           | 10 km                            | 10 km                            | Skiathlon 2 × 7,5 km | 30 km | Relais | Relais   |
| Épreuve / Édition        | libre                            | classique                        | libre                            | classique                        | Skiathlon 2 × 7,5 km | 30 km | Sprint | 4 × 5 km |
| Mondiaux 2017 Lahti      | 17e                              | Épreuve inexistante à cette date | Épreuve inexistante à cette date | -                                | 15e                  | -     | —      | -        |
| Mondiaux 2019 Seefeld    | 28e                              | Épreuve inexistante à cette date | Épreuve inexistante à cette date | -                                | 25e                  | -     | —      | -        |
| Mondiaux 2021 Oberstdorf | Épreuve inexistante à cette date | 23e                              | -                                | Épreuve inexistante à cette date | -                    | 22e   | 9e     | -        |

Légende :
- : pas d'épreuve
- — : Krehl n'a pas participé à l'épreuve

### Coupe du monde
- Meilleur classement général : 51e en 2021.
- Meilleur résultat individuel : 8e.

| Saison / Épreuve | Général | Général | Distance | Distance | Sprint | Sprint |
| ---------------- | ------- | ------- | -------- | -------- | ------ | ------ |
| Saison / Épreuve | Place   | Points  | Place    | Points   | Place  | Points |
| 2016-2017        | 72e     | 37      | 64e      | 22       | 62e    | 15     |
| 2018-2019        | 88e     | 16      | -        | -        | 55e    | 16     |
| 2019-2020        | 57e     | 63      | 57e      | 18       | 40e    | 45     |
| 2020-2021        | 51e     | 81      | 61e      | 13       | 23e    | 68     |

### Championnats du monde junior et de moins de23 ans
| Épreuve / Édition           | Sprint                           | Sprint                           | 5 km  | 5 km                             | 10 km Libre                      | Skiathlon | Relais                    |
| Épreuve / Édition           | libre                            | classique                        | libre | classique                        | 10 km Libre                      | Skiathlon | Relais                    |
| Mondiaux 2014 Val di Fiemme | 35e                              | Épreuve inexistante à cette date |       |                                  |                                  |           |                           |
| Mondiaux 2015 Almaty        | Épreuve inexistante à cette date | 10e                              | -     | Épreuve inexistante à cette date | Épreuve inexistante à cette date | 27e       | Médaille de bronze, monde |

Légende :
- : troisième place, médaille de bronze
- : pas d'épreuve
- — : non disputée par Krehl

| Épreuve / Édition            | Sprint                           | Sprint                           | 10 km | 10 km                            | Skiathlon |
| Épreuve / Édition            | libre                            | classique                        | libre | classique                        | Skiathlon |
| Mondiaux 2016 Rasnov         | 8e                               | Épreuve inexistante à cette date | 8e    | 24e                              | -         |
| Mondiaux 2017 Soldier Hollow | Épreuve inexistante à cette date | 5e                               | 11e   | Épreuve inexistante à cette date | 12e       |

### Coupe OPA
- 7e du classement général en 2016.
- 8 podiums individuels, dont 1 victoire.
- 1 podium en relais.